# تريزا مادروجا
تريزا مادروجا (بالبرتغالية: Teresa Madruga‏) هي ممثلة برتغالية، ولدت في 18 مارس 1953 بالأزور في البرتغال.

## وصلات خارجية
- تريزا مادروجا على موقع IMDb (الإنجليزية)
- تريزا مادروجا على موقع قاعدة بيانات الأفلام العربية
- تريزا مادروجا على موقع ألو سيني (الفرنسية)
- تريزا مادروجا على موقع أول موفي (الإنجليزية)
- تريزا مادروجا على موقع قاعدة بيانات الأفلام السويدية (السويدية)
- تريزا مادروجا على موقع قاعدة بيانات الفيلم (الإنجليزية)
- تريزا مادروجا على موقع كينوبويسك (الروسية)